# Nuoto sincronizzato ai campionati mondiali di nuoto 2017 - Duo (programma libero)
La gara del nuoto sincronizzato - duo libero dei campionati mondiali di nuoto 2017 è stata disputata il 18 e 20 luglio presso il parco Városliget di Budapest. La gara, alla quale hanno preso parte 43 coppie provenienti da 43 nazioni, si è svolta in due turni.
La competizione è stata vinta dalla coppia russa Svetlana Kolesničenko e Aleksandra Packevič, mentre l'argento e il bronzo sono andati rispettivamente alla coppia cinese Jiang Tingting e Jiang Wenwen e a quella ucraina Anna Vološyna e Yelyzaveta Yakhno.

## Programma
| Data           | Ora (UTC+2) | Turno       |
| -------------- | ----------- | ----------- |
| 18 luglio 2017 | 16:00       | Preliminari |
| 20 luglio 2017 | 11:00       | Finale      |

## Risultati
| Pos. | Atleta         | Nazione                                      | Preliminari | Preliminari | Finale          | Finale          |
| Pos. | Atleta         | Nazione                                      | Punti       | Pos.        | Punti           | Pos.            |
| ---- | -------------- | -------------------------------------------- | ----------- | ----------- | --------------- | --------------- |
| 1    | Russia         | Svetlana Kolesničenko Aleksandra Packevič    | 96,6333     | 1           | 97,0000         | 1               |
| 2    | Cina           | Jiang Tingting Jiang Wenwen                  | 94,9333     | 2           | 95,3000         | 2               |
| 3    | Ucraina        | Anna Vološyna Yelyzaveta Yakhno              | 92,8333     | 3           | 93,2667         | 3               |
| 4    | Giappone       | Yukiko Inui Kanami Nakamaki                  | 92,6000     | 4           | 93,1333         | 4               |
| 5    | Spagna         | Ona Carbonell Paula Ramírez                  | 91,3667     | 5           | 91,7333         | 5               |
| 6    | Italia         | Linda Cerruti Costanza Ferro                 | 90,7000     | 6           | 90,5667         | 6               |
| 7    | Canada         | Claudia Holzner Jacqueline Simoneau          | 88,9667     | 7           | 89,0000         | 7               |
| 8    | Grecia         | Evangelia Papazoglou Evangelia Platanioti    | 87,3000     | 8           | 87,6333         | 8               |
| 9    | Austria        | Anna-Maria Alexandri Eirini-Marina Alexandri | 86,6333     | 9           | 86,7000         | 9               |
| 10   | Messico        | Karem Achach Nuria Diosdado                  | 86,4333     | 10          | 86,5333         | 10              |
| 11   | Stati Uniti    | Anita Alvarez Victoria Woroniecki            | 84,3000     | 11          | 84,1333         | 11              |
| 12   | Kazakistan     | Alexandra Nemich Yekaterina Nemich           | 84,2000     | 12          | 83,9000         | 12              |
| 13   | Corea del Nord | Jang Hyon-ok Min Hae-yon                     | 83,7667     | 13          | Non qualificate | Non qualificate |
| 14   | Francia        | Marie Annequin Solene Lusseau                | 83,6000     | 14          | Non qualificate | Non qualificate |
| 15   | Brasile        | Luisa Borges Maria Coutinho                  | 82,8333     | 15          | Non qualificate | Non qualificate |
| 16   | Gran Bretagna  | Kate Shortman Isabelle Thorpe                | 82,5667     | 16          | Non qualificate | Non qualificate |
| 17   | Bielorussia    | Iryna Limanouskaya Veronika Yesipovich       | 82,5333     | 17          | Non qualificate | Non qualificate |
| 18   | Paesi Bassi    | Bregje de Brouwer Noortje de Brouwer         | 80,2000     | 18          | Non qualificate | Non qualificate |
| 19   | Germania       | Marlene Bojer Daniela Reinhardt              | 79,9667     | 19          | Non qualificate | Non qualificate |
| 20   | Ungheria       | Szofi Kiss Dóra Schwarcz                     | 79,8333     | 20          | Non qualificate | Non qualificate |
| 21   | Colombia       | Estefanía Álvarez Mónica Arango              | 79,8000     | 21          | Non qualificate | Non qualificate |
| 22   | Svizzera       | Maxence Bellina Maria Piffaretti             | 79,7333     | 22          | Non qualificate | Non qualificate |
| 23   | Rep. Ceca      | Alžběta Dufková Sabina Langerová             | 79,2667     | 23          | Non qualificate | Non qualificate |
| 24   | Argentina      | Camila Arregui Trinidad López                | 76,7000     | 24          | Non qualificate | Non qualificate |
| 25   | Liechtenstein  | Lara Mechnig Marluce Schierscher             | 76,5000     | 25          | Non qualificate | Non qualificate |
| 26   | Turchia        | Defne Bakırcı Mısra Gündeş                   | 76,4667     | 26          | Non qualificate | Non qualificate |
| 27   | Corea del Sud  | Lee Ri-young Ji-wan                          | 76,4000     | 27          | Non qualificate | Non qualificate |
| 28   | Singapore      | Debbie Soh Miya Yong                         | 76,0000     | 28          | Non qualificate | Non qualificate |
| 29   | Slovacchia     | Petra Ďurišová Diana Miškechová              | 75,8000     | 29          | Non qualificate | Non qualificate |
| 30   | Egitto         | Samia Hagrass Dara Tamer                     | 75,5667     | 30          | Non qualificate | Non qualificate |
| 31   | Israele        | Eden Blecher Yael Polka                      | 75,2000     | 31          | Non qualificate | Non qualificate |
| 32   | Malaysia       | Gan Hua Wei Lee Lee Yhing Huey               | 73,7333     | 32          | Non qualificate | Non qualificate |
| 33   | Serbia         | Nevena Dimitrijević Jelena Kontić            | 73,0667     | 33          | Non qualificate | Non qualificate |
| 34   | Cile           | Bianca Consigliere Isidora Letelier          | 72,3667     | 34          | Non qualificate | Non qualificate |
| 35   | Polonia        | Julia Mikołajczak Swietłana Szczepańska      | 72,2333     | 35          | Non qualificate | Non qualificate |
| 36   | Bulgaria       | Daniela Bozadzhieva Hristina Damyanova       | 72,0667     | 36          | Non qualificate | Non qualificate |
| 37   | Portogallo     | Maria Gonçalves Cheila Vieira                | 70,8667     | 37          | Non qualificate | Non qualificate |
| 38   | Costa Rica     | Fiorella Calvo Natalia Jenkins               | 70,5667     | 38          | Non qualificate | Non qualificate |
| 39   | Sudafrica      | Emma Manners-Wood Laura Strugnell            | 67,4667     | 39          | Non qualificate | Non qualificate |
| 40   | Nuova Zelanda  | Eva Morris Jazzlee Thomas                    | 66,4000     | 40          | Non qualificate | Non qualificate |
| 41   | Hong Kong      | Haruka Kawazoe Christie Poon                 | 65,7333     | 41          | Non qualificate | Non qualificate |
| 42   | Cuba           | Melissa Alonso Carelys Valdes                | 64,9333     | 42          | Non qualificate | Non qualificate |
| 43   | Filippine      | Allyssa Salvador Jemimah Tiambeng            | 57,5333     | 43          | Non qualificate | Non qualificate |